# Irische Hockeynationalmannschaft der Damen

Flagge der Nationalmannschaft

Die irische Hockeynationalmannschaft der Damen ist die Mannschaft, die Irland und Nordirland bei internationalen Turnieren vertritt. Sie gehört der Irish Hockey Association an.
Die Irinnen konnten sich für fünf Weltmeisterschaften qualifizieren: 2002 erreichten sie einen 15., 1994 einen 11. und 1986 sowie 2022 jeweils einen 12. Rang. Die bisher beste Platzierung erreichten die Irinnen mit dem zweiten Platz bei der Weltmeisterschaft 2018 in London, als sie erst im Finale den Niederländerinnen mit 0:6 unterlagen.
Aktuell rangieren die Irinnen auf Platz 13 der Welt- und Platz 6 der Europarangliste.

## Europameisterschaften
- EM 2025 – Achter
- EM 2023 – Fünfter
- EM 2021 – Sechster
- EM 2019 – Fünfter
- EM 2017 – Sechster
- EM 2015 – nicht qualifiziert
- EM 2013 – Siebter
- EM 2011 – Sechster
- EM 2009 – Fünfter
- EM 2007 – Sechster
- EM 2005 – Fünfter
- EM 2003 – Sechster
- EM 1999 – Neunter
- EM 1995 – Achter
- EM 1991 – Achter
- EM 1987 – Sieben
- EM 1984 – Fünfter

## Weltmeisterschaften
- WM 2022 – Zwölfter
- WM 2018 – Silber
- WM 2002 – Fünfzehnter
- WM 1994 – Elfter
- WM 1986 – Zwölfter